# Hiram Edson
Hiram Edson (1806–1882) foi um pioneiro da Igreja Adventista do Sétimo Dia, conhecido por introduzir a doutrina do santuário celestial (juízo investigativo) na igreja. Hiram Edson era um adventista Milerita e tornou-se um adventista do sétimo dia observador do sábado. Como todos os Mileritas, Edson esperava que a Segunda Vinda de Jesus Cristo ocorresse em 22 de outubro de 1844, com base na interpretação da profecia dos 2300 dias, que previa que "o santuário seria purificado", entendido pelos Mileritas como o retorno de Cristo nesse dia.

## Vida inicial
Hiram Edson, um próspero fazendeiro do Condado de Ontario, N.Y.. A primeira esposa de Edson, Effa Chrisler, faleceu em 1839, deixando-o com a responsabilidade de cuidar de três filhos. Logo se casou novamente em Port Gibson, Nova York. Na época, Edson era um zelador da igreja metodista que havia abraçado a expectativa Millerita da Advento na primavera de 1843. Sua casa em Port Gibson logo se tornou uma igreja doméstica para os crentes da região.

## Envolvimento com os Mileritas
A mensagem dos Mileritas chegou a Rochester, Nova York, em 1843 e logo se espalhou para Port Gibson. A mensagem era baseada na pregação de William Miller e previa o retorno de Cristo por volta do ano de 1843, posteriormente refinado para 22 de outubro de 1844. Essa crença se baseava no princípio dia-ano e na interpretação dos 2300 dias mencionados em, que previam que "o santuário seria purificado". Os Mileritas entendiam que esse verso apontava para o retorno de Cristo para "purificar" a terra.
Edson, um Metodista, ouviu e aceitou a mensagem em uma série evangelística. No último dia da série, Edson sentiu a impressão de visitar um vizinho moribundo e pedir por sua cura em nome do Senhor. Ele seguiu esse pensamento, entrando na casa do vizinho tarde da noite e impondo as mãos nele. Dizem que o vizinho imediatamente jogou fora as cobertas, saiu da cama e começou a louvar a Deus. Em breve, toda a casa estava fazendo o mesmo.
Na mesma noite, Edson acreditou que o Senhor lhe disse para começar a pregar a mensagem adventista a seus amigos e vizinhos. Ele lutou com o pensamento por dias, achando isso mais difícil de fazer até do que curar os doentes. Finalmente, agiu em sua crença e em breve trezentos ou quatrocentos de seus vizinhos aceitaram a mensagem adventista também.

## A Grande Decepção
Edson passou o dia 22 de outubro de 1844 com amigos aguardando o evento e ficou desolado quando Jesus não retornou como esperado. Mais tarde, ele escreveu:
"Nossas esperanças e expectativas mais caras foram frustradas, e tal espírito de choro se apoderou de nós como eu nunca experimentara antes. Parecia que a perda de todos os amigos terrenos não poderia ser comparada. Nós choramos, e choramos, até o amanhecer."

À medida que as horas passavam, Edson refletiu sobre os eventos do ano anterior. Ele acreditava que havia recebido o poder de curar os doentes e havia visto centenas de amigos se voltarem para Jesus como resultado de sua pregação. Sua confiança logo retornou, e ele sugeriu que ele e alguns amigos visitassem alguns adventistas próximos (ou Milleritas) para encorajá-los. Na manhã de 23 de outubro de 1844, eles atravessaram o campo de milho de Edson para evitar as zombarias dos vizinhos que se recusaram a acreditar na mensagem do Advento. Foi neste campo de milho que Edson afirmou ter recebido uma visão de Deus. Segundo Edson, ele entendeu que "a purificação do santuário" significava que Jesus estava se movendo do Santo Lugar para o Lugar Santíssimo no santuário celestial, e não a terra. 
"Iniciamos, e ao passar por um campo extenso, fui interrompido mais ou menos no meio do campo. Parecia que o céu se abriu diante dos meus olhos, e vi distintamente e claramente que, em vez de nosso Sumo Sacerdote sair do [Lugar Santíssimo] do santuário celestial para vir a esta terra no décimo dia do sétimo mês, ao fim dos 2300 dias, Ele entrou naquele dia pela primeira vez no segundo apartamento desse santuário; e que Ele tinha um trabalho a realizar no [Lugar Santíssimo] antes de vir para a terra."

Edson compartilhou sua nova compreensão com muitos dos adventistas locais que foram grandemente encorajados por seu relato. Como resultado, Edson começou a estudar a Bíblia com dois dos outros crentes da área, O. R. L. Crosier e Franklin B. Hahn, que publicaram suas descobertas em um artigo chamado Day-Dawn. Este artigo explorou a parábola das Dez Virgens na Bíblia, que descreve um grupo de mulheres esperando em um casamento pelo noivo chegar. O noivo, que era visto como símbolo de Cristo, se atrasou, e os homens viram isso como um paralelo à sua própria situação. Eles tentaram explicar por que o "noivo" havia se atrasado. O artigo também explorou o conceito do dia da expiação e o que os autores chamaram de "nossa cronologia de eventos".
As descobertas publicadas por Crosier, Hahn e Edson levaram a uma nova compreensão sobre o santuário no céu. Seu artigo explicava como havia um santuário no céu, que Cristo, o celestial Sumo Sacerdote, deveria purificar. Os crentes entenderam que essa purificação era o que os 2300 dias em Daniel se referiam. Essa crença distintiva dos Adventistas do Sétimo Dia agora é conhecida como o juízo investigativo. O relato publicado de Crosier sobre a visão de Edson chegou às mãos de James White (marido de Ellen G. White) e Joseph Bates, este último visitou Edson em Nova York e o converteu ao sábado do sétimo dia.

## Vida posterior
No encerramento de um avivamento em 1855, Edson foi ordenado como ancião de uma igreja local. Por muitos anos após o "Grande Desapontamento", quando Jesus não veio como esperado, ele continuou como pregador leigo, trabalhando com Joseph Bates, J. N. Andrews e J. N. Loughborough. Ele continuou a trabalhar na fazenda durante o verão para custear suas despesas. Em 1850, Edson vendeu sua fazenda em Port Gibson para ajudar a apoiar o movimento sabatista, e vendeu uma segunda fazenda dois anos depois em Port Byron, NY, para que James White pudesse comprar uma impressora em Rochester. O movimento Adventista Sabatista foi formalmente organizado como a Igreja Adventista do Sétimo Dia em 1863. Edson foi credenciado como ministro em 1870.
Ele faleceu em 8 de janeiro de 1882, em Palermo, Nova York, aos 75 anos. O presidente da Conferência de Nova York-Pensilvânia, Buel L. Whitney, que conduziu o funeral, afirmou que Edson estava "entre os primeiros a receber a mensagem do terceiro anjo e se identificar com o trabalho, dedicando grande parte de seu tempo e recursos para seu avanço".
Whitney destacou que a devoção de Edson à causa da Verdade Presente "o qualifica plenamente para um lugar entre seus pioneiros".
Ele foi sepultado em um cemitério próximo à Igreja Adventista do Sétimo Dia de Roosevelt, que ajudou a construir. 